# Pseudostellaria angustifolia
Pseudostellaria angustifolia är en nejlikväxtart som beskrevs av Yong No Lee. Pseudostellaria angustifolia ingår i släktet Pseudostellaria och familjen nejlikväxter. Inga underarter finns listade i Catalogue of Life.